# Axel Honneth

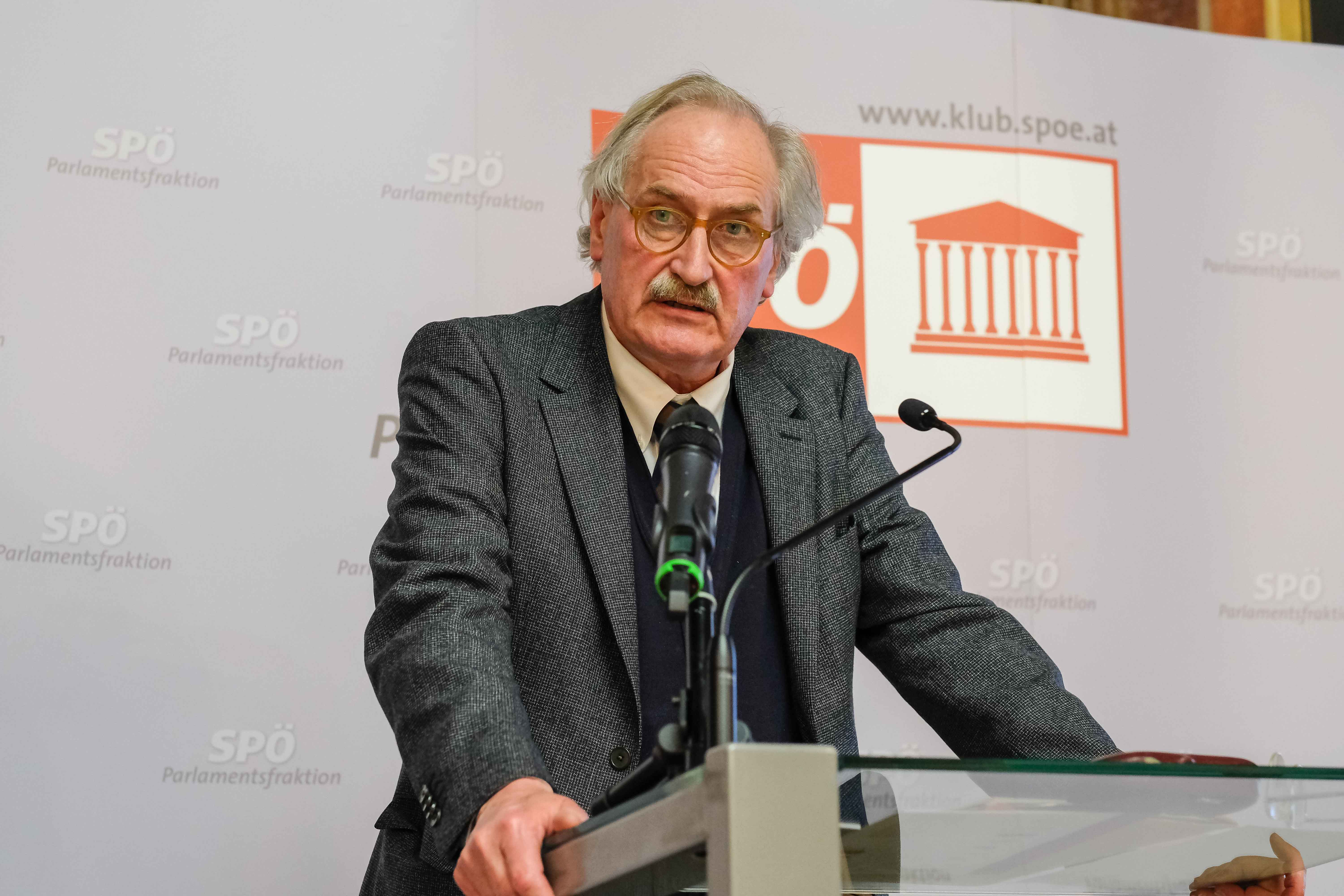
Axel Honneth (2016)

Axel Honneth (* 18. Juli 1949 in Essen) ist ein deutscher Sozialphilosoph.
Honneth wird international rezipiert und gehört zu den wichtigsten Mitgliedern der dritten Generation der Frankfurter Schule. Von 2001 bis 2018 war Honneth Direktor des Instituts für Sozialforschung (IfS) an der Johann Wolfgang Goethe-Universität Frankfurt am Main. Er lehrt und forscht seit 2011 als Lehrstuhlinhaber der Jack C. Weinstein Professor of the Humanities an der Columbia University in New York.

## Leben
Honneth studierte von 1969 bis 1974 Philosophie, Soziologie und Germanistik in Bonn und Bochum und schloss das Studium mit einem Magister in Philosophie ab. 1977 wurde er wissenschaftlicher Assistent am Institut für Soziologie der Freien Universität Berlin. Dort wurde er 1983 bei Urs Jaeggi mit der Arbeit Foucault und die Kritische Theorie promoviert (1985 unter dem Titel Kritik der Macht. Reflexionsstufen einer kritischen Gesellschaftstheorie veröffentlicht). Es folgte ab 1983 eine Anstellung als Hochschulassistent am Fachbereich Philosophie der Johann Wolfgang Goethe-Universität Frankfurt am Main sowie eine parallele Tätigkeit als „Fellow“ am Wissenschaftskolleg zu Berlin.
Im Juni 1990 habilitierte sich Honneth mit der Arbeit Kampf um Anerkennung am Fachbereich Philosophie der Johann Wolfgang Goethe-Universität in Frankfurt am Main bei Jürgen Habermas. 1991 erhielt er eine C3-Professur für Philosophie an der Universität Konstanz, ein Jahr später eine Professur für politische Philosophie am Otto-Suhr-Institut der FU Berlin. Von September 1995 bis April 1996 war Honneth zudem Theodor-Heuss-Gastprofessor an der New School for Social Research in New York, bevor er 1996 auf den Lehrstuhl für Sozialphilosophie an die Johann Wolfgang Goethe-Universität Frankfurt am Main berufen wurde. Honneth hatte diesen Lehrstuhl bis 2015 inne. 1999 vertrat er für einige Monate den Spinoza-Lehrstuhl am Fachbereich Philosophie der Universiteit van Amsterdam. 2001 wurde Honneth zum geschäftsführenden Direktor des Instituts für Sozialforschung in Frankfurt am Main bestellt. Er führte das renommierte Institut bis Ende 2018. Seit Herbst 2011 lehrt er an der Columbia University in New York, seit dem Wintersemester 2017/18 als vollständiger Lehrstuhlinhaber der Jack C. Weinstein Professur of the Humanities.
Honneth ist Mitherausgeber zahlreicher Fachzeitschriften u. a. der Deutschen Zeitschrift für Philosophie, des European Journal of Philosophy und der Zeitschrift Constellations. Von 2007 bis 2017 war Honneth Präsident der Internationalen Hegel-Vereinigung.
Axel Honneth ist mit der Philosophin und Übersetzerin Christine Pries verheiratet.

## Forschungsschwerpunkte
Honneths Forschungsgebiet ist die Sozialphilosophie. Im Zentrum seiner Arbeiten steht eine an die Jenenser Schriften des jungen Hegel und den symbolischen Interaktionismus George Herbert Meads anknüpfende Theorie der Anerkennung, die er in seinem bekanntesten Werk „Kampf um Anerkennung“ entfaltet. Dieses Werk wurde bislang schon in über fünfzehn Sprachen übersetzt. In seinem Werk Verdinglichung versucht er diesen marxistischen Schlüsselbegriff anerkennungstheoretisch zu reformulieren. Ein verwandtes Thema Honneths ist, ähnlich wie bei Habermas, die Rekonstruktion der Moralität interpersoneller Beziehungen. Moralische Entwicklung setzt interpersonale Beziehungen voraus und in deren Zentrum stehen Anerkennungsbeziehungen. Unter dem Stichwort „Pathologien der Vernunft“ strebt Honneth die Vergegenwärtigung und Weiterentwicklung einer kritischen Gesellschaftstheorie im Sinne der Frankfurter Schule an. Er greift dabei explizit auf psychologische und psychoanalytische Theorien und die zeitgenössische soziologische Theorie und Sozialontologie zurück.
In seinem Buch Das Recht der Freiheit (2011) entwickelt er ein Verfahren, von ihm „normative Rekonstruktion“ genannt, bei dem er aktuell maßgebliche Kriterien sozialer Gerechtigkeit aus der sozialen Wirklichkeit der westlichen Gesellschaften zu entnehmen versucht. Honneth betont eine in wechselseitigen Anerkennungsbeziehungen verwirklichte, von der Freundschaft und der Liebe abstrahierte soziale Freiheit. Dieser unterstellt er zwei andere Freiheitsbegriffe: die negative Freiheit als die Freiheit, „eigene Vorstellungen eines guten Lebens unter Abwesenheit von äußerlichen Hindernissen verfolgen zu können, geschützt durch das elementare Rahmenwerk des Rechts“ und die reflexive Freiheit als die „Fähigkeit zur inneren Selbstbestimmung des eigenen Willens nach Maßgabe guter Gründe“.
In seinem Buch Anerkennung. Eine europäische Ideengeschichte (2018) untersucht er die unterschiedlichen Ansätze, die den Begriff Anerkennung in England, Frankreich oder Deutschland ausmachen. Die wörtlichen Übersetzungen („reconnaissance“; „recognition“) sind nicht deckungsgleich, die zugrundeliegenden Perspektiven (in Deutschland vor allem Hegel, für die französische Tradition Rousseaus „amour propre“ und im angelsächsischen Sprachraum die Orientierung am Gemeinwohl nach Adam Smith und John Stuart Mill) sind ideengeschichtlich verschieden und bedürfen einer Zusammenschau. Honneth favorisiert den Hegelschen, auf der schöpferischen Auseinandersetzung des Menschen beruhenden Ansatz und sucht dessen sozialphilosophischen Vorrang argumentativ zu untermauern. Ein so gewonnener, andere europäische Sichtweisen berücksichtigender Anerkennungsbegriff soll sein kritisches Potential in aktuellen Problemen wie der Flüchtlingskrise, den sogenannten „Fake News“ oder der Konstruktion von Identität entfalten.
Zu Honneths bekanntesten akademischen Schülerinnen und Schülern gehören u. a. Rahel Jaeggi, Martin Hartmann, Carolin Emcke, Martin Saar und Daniel Loick.

## Auszeichnungen
- 2015: Ernst-Bloch-Preis
- 2016: Bruno-Kreisky-Preis für das politische Buch des Jahres 2015 für das Buch Die Idee des Sozialismus[10]

## Veröffentlichungen (Auswahl)
- Kampf um Anerkennung. Frankfurt a. M. 1992 (neue Auflage 2003), ISBN 3-518-06748-6.[11]
- Desintegration – Bruchstücke einer soziologischen Zeitdiagnose. Frankfurt a. M. 1994, ISBN 3-596-12347-X.
- Das Andere der Gerechtigkeit. Aufsätze zur praktischen Philosophie. Frankfurt a. M. 2000, ISBN 3-518-29091-6.
- Kritik der Macht. Frankfurt a. M. 2000, ISBN 3-518-28338-3.
- Leiden an Unbestimmtheit. Eine Reaktualisierung der Hegelschen Rechtsphilosophie. Reclam, Stuttgart 2001, ISBN 3-15-018144-5.
- Das Werk der Negativität. Eine psychoanalytische Revision der Anerkennungstheorie. In: Werner Bohleber, Sibylle Drews (Hrsg.): Die Gegenwart der Psychoanalyse - Die Psychoanalyse der Gegenwart. Stuttgart 2001, ISBN 3-608-94349-8, S. 238–245.
- Michel Foucault - Zwischenbilanz einer Rezeption / Frankfurter Foucault-Konferenz 2001 (als Hrsg.). Frankfurt a. M. 2003, ISBN 3-518-29217-X.
- Kommunikatives Handeln (als Hrsg. mit Hans Joas). Frankfurt 2002, ISBN 3-518-28225-5.
- Umverteilung oder Anerkennung? (mit Nancy Fraser). Frankfurt a. M. 2003, ISBN 3-518-29060-6.
- Dialektik der Freiheit. Frankfurter Adorno-Konferenz 2003, Frankfurt a. M. 2005, ISBN 3-518-29328-1.
- Verdinglichung - Eine anerkennungstheoretische Studie. Frankfurt a. M. 2005, ISBN 3-518-58444-8 [eine um Kommentare erweiterte Ausgabe erschien bei Suhrkamp, Berlin 2015 ISBN 978-3-518-29727-8]
- Schlüsseltexte der Kritischen Theorie. (als Hrsg.), Wiesbaden 2005, ISBN 3-531-14108-2.
- Axel Honneth: The Tanner Lectures on Human Values (PDF; 8,5 MB), Englisch, 2005
- Pathologien der Vernunft. Geschichte und Gegenwart der Kritischen Theorie. Frankfurt a. M. 2007, ISBN 978-3-518-29435-2
- Bob Dylan. Ein Kongreß (als Hrsg. mit Peter Kemper und Richard Klein), Frankfurt a. M. 2007, ISBN 978-3-518-12507-6
- hrsg. zusammen mit Beate Rössler: Von Person zu Person. Zur Moralität persönlicher Beziehungen. Suhrkamp, Frankfurt a. M. 2008, ISBN 978-3-518-29356-0
- Erneuerung der Kritik. Axel Honneth im Gespräch. Hrsg. von Mauro Basaure, Jan Philip Reemtsma, Rasmus Willing. Campus, Frankfurt a. M. 2009
- Das Ich im Wir: Studien zur Anerkennungstheorie. Suhrkamp, Berlin, 2010, ISBN 978-3518295595
- Das Recht der Freiheit - Grundriß einer demokratischen Sittlichkeit. Suhrkamp, Frankfurt a. M. 2011, ISBN 978-3-518-58562-7.
- als Hrsg.: Strukturwandel der Anerkennung. Paradoxien sozialer Integration in der Gegenwart. Campus, Frankfurt a. M./New York 2013, ISBN 978-3-593-39513-5.
- Das Recht der Freiheit. Grundriß einer demokratischen Sittlichkeit. Suhrkamp, Berlin 2013, ISBN 978-3-518-29648-6.
- Vivisektionen eines Zeitalters. Porträts zur Ideengeschichte des 20. Jahrhunderts. Suhrkamp, Berlin 2014, ISBN 978-3-518-12678-3.
- Hrsg. zusammen mit Lisa Herzog: Der Wert des Marktes. Ein ökonomisch-philosophischer Diskurs vom 18. Jahrhundert bis zur Gegenwart. Suhrkamp, Berlin 2014, ISBN 978-3-518-29665-3.
- Die Idee des Sozialismus. Versuch einer Aktualisierung. Suhrkamp, Berlin 2015, ISBN 978-3-518-58678-5 (Erweiterte Ausgabe 2017, ISBN 978-3-518-29824-4).
- Anerkennung. Eine europäische Ideengeschichte, Suhrkamp, Berlin 2018, ISBN 978-3-518-58713-3.
- Die Armut unserer Freiheit. Aufsätze 2012–2019, Suhrkamp, Berlin 2020, ISBN 978-3-518-29913-5.
- Hrsg. zusammen mit Rüdiger Dannemann und mit einer Einleitung: Georg Lukács: Ästhetik, Marxismus, Ontologie. Ausgewählte Texte. Suhrkamp, Berlin 2021, ISBN 978-3-518-29939-5.
- mit Jacques Rancière: Anerkennung oder Unvernehmen? Eine Debatte, herausgegeben von Katia Genel und Jean-Philippe Deranty. Suhrkamp, Berlin 2021, ISBN 978-3-518-29833-6.
- Herausgeber mit Kai-Olaf Maiwald, Sarah Speck und Felix Trautmann: Normative Paradoxien. Verkehrungen des gesellschaftlichen Fortschritts, Campus, Frankfurt/New York 2022, ISBN 978-359-351396-6.
- Der arbeitende Souverän. Eine normative Theorie der Arbeit, Suhrkamp, Berlin 2023, ISBN 978-3-518-58797-3.

Essays
- Axel Honneth: Gerechtigkeit und kommunikative Freiheit. Überlegungen im Anschluss an Hegel (PDF; 221 kB)
- Axel Honneth: Work and Recognition. A Redefinition, Audio-Datei, Englisch, 2007
- Axel Honneth: Sublimierungen des Marxschen Erbes – Eine Richtigstellung aus gegebenem Anlass. Theorie und Praxis: Jürgen Habermas zum 80. In: Blätter für deutsche und internationale Politik, 6/2009, S. 53 ff. (Online)
- Axel Honneth: Fataler Tiefsinn aus Karlsruhe. Zum neuesten Schrifttum des Peter Sloterdijk. In: Die Zeit. Nr. 40, 24. September 2009.